# Flávio Guimarães
Flávio Borges Guimarães (Rio de Janeiro, 10 de novembro de 1963) é um gaitista e compositor brasileiro. Considerado um pioneiro do blues no Brasil, fundou a banda Blues Etílicos, em 1986, o que é considerado o mais bem sucedido grupo de blues brasileiro. Ele também tocou com muitos artistas famosos ao longo de sua carreira, tais como  Alceu Valença, Ed Motta, Luiz Melodia, Paulo Moura, Zeca Baleiro, Buddy Guy, Charlie Musselwhite, Sugar Blue e Taj Mahal.

## Discografia
Álbuns solo
- 1995: Little Blues[4]
- 2000: On the Loose[5]
- 2003: Navegaita
- 2006: Flávio Guimarães e Prado Blues Band, com Prado Blues Band
- 2007: Vivo
- 2009: The Blues Follows Me[6]

Com Blues Etílicos
- 1988: Blues Etílicos[7]
- 1989: Água Mineral[8]
- 1990: San-Ho-Zay[9]
- 1991: IV[10]
- 1994: Salamandra[11]
- 1996: Dente de Ouro[12]
- 2001: Águas Barrentas
- 2003: Cor do Universo
- 2007: Viva Muddy Waters[13]